# Cu xanh
Cu xanh (danh pháp: Treron) là một chi chim trong họ Columbidae. Chi này gồm khoảng 23 loài chim thuộc họ Bồ câu. Ngoại hình cu xanh nhỏ hơn bồ câu, có màu xanh lá cây xen lẫn hoa văn đỏ và vàng.
Cu xanh sống theo bầy đàn, thức ăn của chúng là các loại trái cây rừng như: cây muôn, muối, gạch, da, sộp (cùng họ với đa và si)...

## Các loài
Chi Treron được giới thiệu vào năm 1816 bởi nhà điểu học người Pháp Louis Jean Pierre Vieillot trong đó loài cu xanh mỏ quặp (Treron curvirostra) là loài điển hình.
Chi Treron có 29 loài, được phân biệt qua tiếng gáy và tập tính bầy đàn, bao gồm:
- Cu xanh cổ nâu (Treron fulvicollis)
- Cu xanh Olax (Treron olax)
- Cu xanh đầu xám (Treron vernans)
- Cu xanh khoang cổ (Treron bicinctus)
- Pompadour green pigeon complex:
  - Treron pompadora
  - Treron affinis
  - Cu xanh đuôi đen (Treron phayrei)
  - Treron chloropterus
  - Treron axillaris
  - Treron aromaticus
- Cu xanh mỏ quặp (Treron curvirostra)
- Treron griseicauda
- Bồ câu xanh Sumba (Treron teysmannii)
- Treron floris
- Treron psittaceus
- Cu xanh capellei (Treron capellei)
- Cu xanh chân vàng (Treron phoenicopterus)
- Treron waalia
- Treron australis
- Treron griveaudi
- Bồ câu lục châu Phi (Treron calvus)
- Treron pembaensis
- Treron sanctithomae
- Cu xanh đuôi nhọn (Treron apicauda)
- Treron oxyurus
- Cu xanh seimun (Treron seimundi)
- Cu xanh sáo (Treron sphenurus)
- Cu xanh bụng trắng (Treron sieboldii)
- Treron formosae

## Hình ảnh

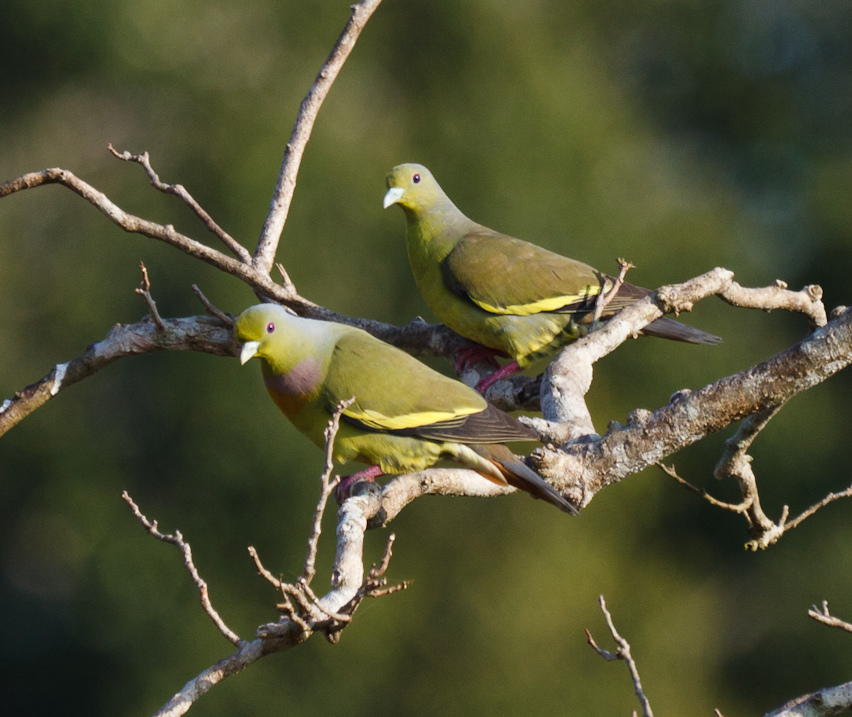
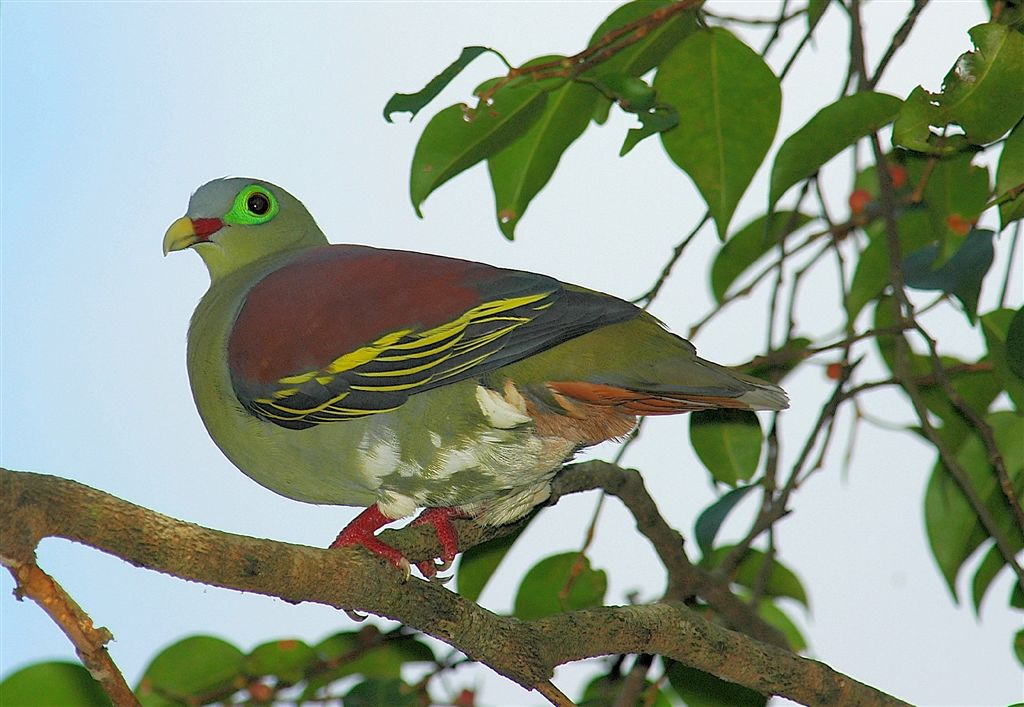
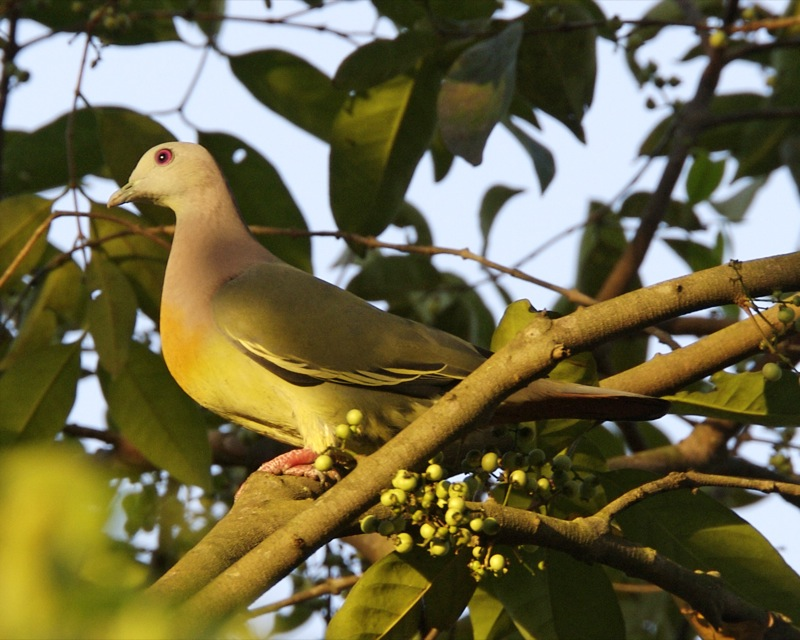
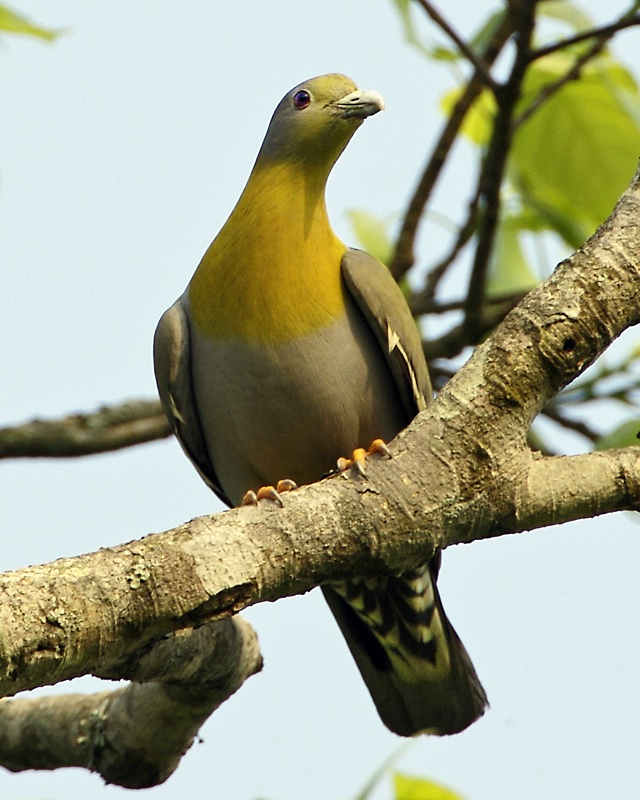
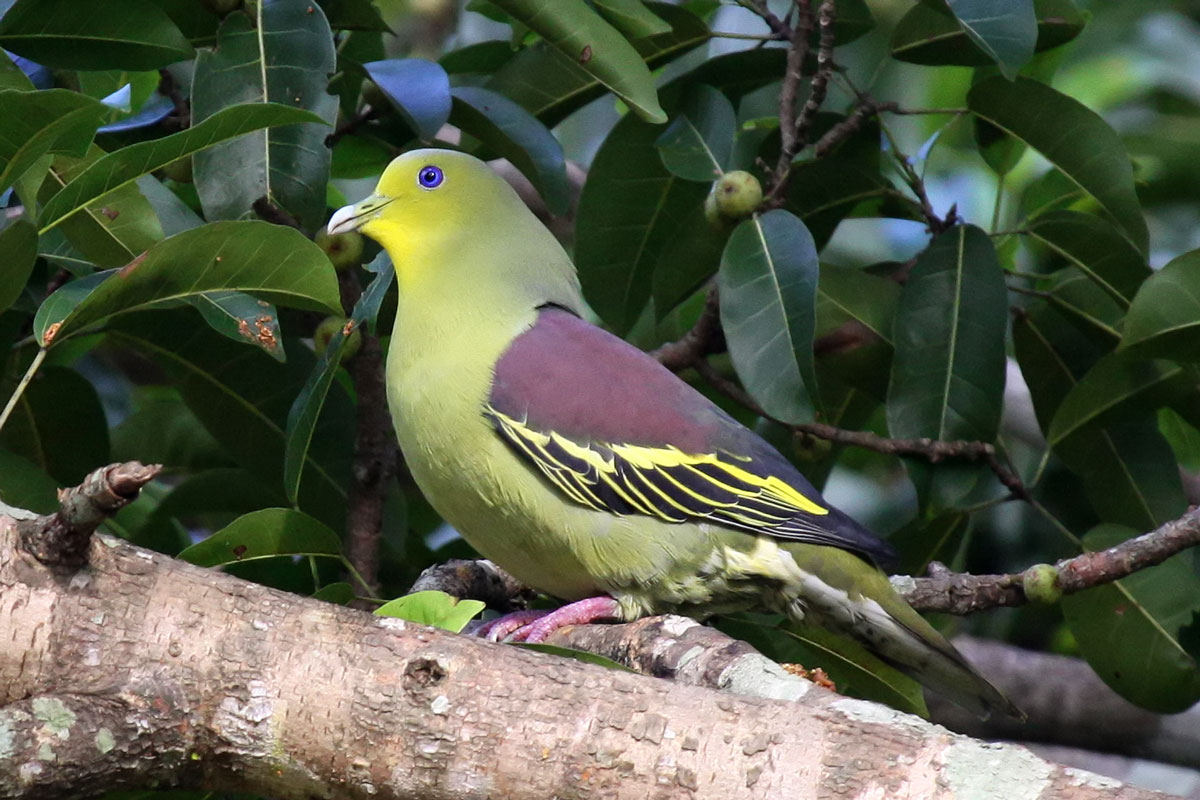
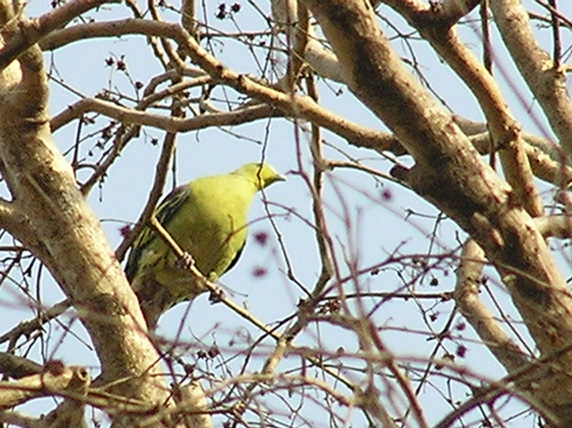